# Gérard Filippelli

Jean-Guy Fechner, Gérard Filippelli, Jean Sarrus et Gérard Rinaldi en 1974.

Gérard Filippelli, dit Phil, est un acteur, musicien, compositeur, scénariste et producteur français, né le 12 décembre 1942 dans le 14e arrondissement de Paris et mort le 30 mars 2021 à Argenteuil,. Il a été l'un des membres du groupe Les Charlots, après avoir débuté dans le groupe Les Problèmes.

## Biographie
En 1964 à Châteauroux, il achète un amplificateur pour 500 francs de l'époque à un soldat américain, pour apprendre en autodidacte à jouer de la guitare.
En 1966, il est ouvreur de rideaux au cinéma Le Grand Rex. Jean Sarrus et Gérard Rinaldi, le rencontrent et lui proposent de leur donner un coup de main pour faire le régisseur de son dans leur groupe.
Il fut l'un des membres du groupe Les Problèmes, qui accompagne le chanteur Antoine, à la guitare solo. Il assiste à la période de gloire du chanteur.  Il fut membre de l'équipe des Charlots de la fondation du groupe jusqu'en 1997. Il est surnommé Phil, au sein du groupe. Il tourna dans quinze films avec les Charlots. Il y tenait notamment le rôle principal dans le film Les Charlots contre Dracula.
En 1970, sa conjointe décède dans un accident de voiture.
Gérard Filippelli meurt d'un cancer à l'hôpital d'Argenteuil, le 30 mars 2021, à l'âge de 78 ans. Ses obsèques ont lieu quelques jours après, dans la plus grande intimité, il est incinéré ensuite au crématorium de Saint-Ouen-l'Aumône.

## Filmographie

### Comme acteur
- 1970 : La Grande Java : Phil
- 1971 : Les Bidasses en folie : Phil
- 1972 : Les Fous du stade : Phil
- 1972 : Les Charlots font l'Espagne : Phil
- 1973 : Le Grand Bazar : Phil
- 1973 : Je sais rien, mais je dirai tout de Pierre Richard : un soldat
- 1974 : Les Quatre Charlots mousquetaires : Mousqueton
- 1974 : Les Charlots en folie : À nous quatre, Cardinal ! : Mousqueton
- 1974 : Les bidasses s'en vont en guerre : Phil
- 1975 : Trop c'est trop
- 1975 : Bons Baisers de Hong Kong : Phil
- 1978 : Et vive la liberté ! : Phil
- 1979 : Les Charlots en délire : Phil
- 1980 : Les Charlots contre Dracula : Phil
- 1983 : Le Retour des bidasses en folie : Marcel / Phil
- 1984 : Charlots Connection : Phil
- 1992 : Le Retour des Charlots : Phil
- 2013 : Les Charlots Intime : Phil (interview)
- 2018 : Les Charlots... Au Phil du temps (interview documentaire)

### Comme compositeur
- 1970 : Jean Sarrus et Janet Woollacott (Jean et Janet) : Je t’aime… normal (Gérard Rinaldi / Gérard Filippelli), Super-gangsters (Gérard Rinaldi / Gérard Filippelli)
- 1972 : Les Charlots font l'Espagne
- 1975 : Bons Baisers de Hong Kong
- 1992 : Le Retour des Charlots

### Comme scénariste
- 1980 : Les Charlots contre Dracula

### Télévision
- 1966-2011 : Gérard Filippelli a tourné plus de 500 émissions des Charlots.
- 1969 : L'homme qui venait du Cher (émission télévisée) : Phil
- 1970 : Un incertain sourire de Robert Bober
- 1970 : Les Saintes Chéries de Jean Becker, épisode : Ève et son premier client
- 1971 : À Bout Portant les charlots (émission télévisée) : Phil
- 1972 : Samedi soir (émission télévisée) (2 épisodes) : Phil
- 1972 : Cadet Rousselle (émission télévisée) : Phil
- 1976 : Système 2 (émission télévisée) : Phil
- 1985 : Demain c'est dimanche  : Phil
- 2005 : La douce folie des bidasses : Phil
- 2008 : Vivement dimanche : Phil
- 2011 : Histoire de cinéma : Phil (émission sur Les Charlots)

## Théâtre
- 1978 : La Cuisine des anges d'Albert Husson, mise en scène Francis Joffo, Théâtre des Célestins.

## Discographie
Pour sa discographie au sein des Charlots, voir Les Charlots de 1966 à 1992.

## Publication
- Les Charlots 120 ans de conneries, Scarabée & Compagnie, 1984.